# Phare de Kögur
Le phare de Kögur est un phare situé dans la région d'Austurland à 5 km au nord-ouest de Bakkagerði.